# 台湾野木瓜
台湾野木瓜（学名：Stauntonia formosana）为木通科野木瓜属下的一个种。其种加词“formosana”意为“台湾的”。